# 이항 급수
해석학에서 이항 급수(二項級數, 영어: binomial series)는 이항 계수를 계수로 하는 멱급수이다. 이항식의 거듭제곱의 매클로린 급수이다. 이항 정리의 일반화이다.

## 정의
복소수 {\displaystyle \alpha \in \mathbb {C} }가 주어졌을 때, 이항 급수는 {\displaystyle (1+x)^{\alpha }}의 매클로린 급수이다. 이는 다음과 같다.
{\displaystyle (1+x)^{\alpha }=\sum _{k=0}^{\infty }{\binom {\alpha }{k}}x^{k}=\sum _{k=0}^{\infty }{\frac {(\alpha )_{k}}{k!}}x^{k}=1+\alpha x+{\frac {\alpha (\alpha -1)}{2}}x^{2}+{\frac {\alpha (\alpha -1)(\alpha -2)}{6}}x^{3}+\cdots }
여기서 {\displaystyle \textstyle {\binom {\alpha }{k}}}는 이항 계수, {\displaystyle (\alpha )_{k}}는 하강 계승, {\displaystyle k!}는 계승이다.

### 음이항 급수
음이항 급수(陰二項級數, 영어: negative binomial series)는 {\displaystyle (1-x)^{-\alpha }}의 매클로린 급수이다. 이를 다음과 같이 나타낼 수 있다.
{\displaystyle (1-x)^{-\alpha }=\sum _{k=0}^{\infty }{\binom {\alpha +k-1}{k}}x^{k}=\sum _{k=0}^{\infty }{\frac {\alpha ^{(k)}}{k!}}x^{k}=1+\alpha x+{\frac {\alpha (\alpha +1)}{2}}x^{2}+{\frac {\alpha (\alpha +1)(\alpha +2)}{6}}x^{3}+\cdots }
여기서 {\displaystyle \alpha ^{(k)}}는 상승 계승이다.

## 성질
이항 급수의 수렴역은 다음과 같다. (여기서 {\displaystyle \mathbb {N} }은 음의 아닌 정수의 집합)
{\displaystyle {\begin{cases}\mathbb {C} &\alpha \in \mathbb {N} \\\{x\in \mathbb {C} \colon |x|\leq 1\}&\operatorname {Re} \alpha >0,\;\alpha \not \in \mathbb {N} \\\{x\in \mathbb {C} \colon |x|\leq 1\}\setminus \{-1\}&-1<\operatorname {Re} \alpha \leq 0,\;\alpha \neq 0\\\{x\in \mathbb {C} \colon |x|<1\}&\operatorname {Re} \alpha \leq -1\end{cases}}}
특히, 실수의 경우의 수렴역은 다음과 같다.
{\displaystyle {\begin{cases}\mathbb {R} &\alpha \in \mathbb {N} \\{}[-1,1]&\alpha >0,\;\alpha \not \in \mathbb {N} \\{}(-1,1]&-1<\alpha <0\\{}(-1,1)&\alpha \leq -1\end{cases}}}

## 예
이항 급수의 {\displaystyle \alpha \in \{0,1,2,\dots \}}의 경우를 이항 정리라고 하며, 다음과 같다.
{\displaystyle (1+x)^{n}=\sum _{k=0}^{n}{\binom {n}{k}}x^{k}=1+nx+{\frac {n(n-1)}{2}}x^{2}+\cdots +{\frac {n(n-1)}{2}}x^{n-2}+nx^{n-1}+x^{n}\qquad x\in \mathbb {C} }
이항 급수의 {\displaystyle \alpha =-1/2}의 경우는 다음과 같다.
{\displaystyle {\frac {1}{\sqrt {1-x}}}=\sum _{k=0}^{\infty }{\frac {(2k-1)!!}{(2k)!!}}x^{k}=1+{\frac {1}{2}}x+{\frac {3}{8}}x^{2}+{\frac {5}{16}}x^{3}+\cdots \qquad |x|\leq 1,\;x\neq -1}
이항 급수의 {\displaystyle \alpha =-1}의 경우는 다음과 같은 기하급수이다.
{\displaystyle {\frac {1}{1-x}}=\sum _{k=0}^{\infty }x^{k}=1+x+x^{2}+x^{3}+\cdots \qquad |x|<1}
이항 급수의 {\displaystyle \alpha =-2}의 경우는 다음과 같다.
{\displaystyle {\frac {1}{(1-x)^{2}}}=\sum _{n=0}^{\infty }(n+1)x^{n}=1+2x+3x^{2}+4x^{3}+\cdots \qquad |x|<1}

## 같이 보기
- 이항 정리